# La Commune
La Commune (1971) (De Parijse Commune) is een lied dat gezongen werd door Jean Ferrat. Hij schreef de muziek op een tekst van Georges Coulonges, precies 100 jaar na de opkomst en ondergang van de Parijse Commune, van 18 maart 1871 tot 28 mei 1871.

## De titel
De titel van het chanson La commune verwijst naar de Parijse Commune. Dit was de revolutionaire regering die gedurende iets meer dan twee maanden in Parijs de macht in handen had en die het directe gevolg was van de Frans-Duitse oorlog, ook wel Frans-Pruisische oorlog genoemd, die duurde van 19 juli 1870 tot 10 mei 1871. Deze oorlog eindigde in een overwinning voor Pruisen en zijn bondgenoten en leidde tot de val van het Tweede Franse Keizerrijk, de afzetting van de Franse keizer Napoleon III en de oprichting van het Duitse keizerrijk, maar resulteerde uiteindelijk ook in de Eerste Wereldoorlog van 1914-1918 en de Tweede Wereldoorlog van 1940-1945. Dit politieke fenomeen van wraak met betrekking tot Elzas-Lotharingen noemt men ook wel revanchisme.

## Eerste couplet: vol hoop
In het eerste couplet geeft Jean Ferrat aan dat de bevolking van Parijs vol hoop schouder aan schouder stond, terwijl ze luisterden naar de liederen van Eugène Pottier en Jean-Baptiste Clément. Eugène Pottier (1816-1887) was een Franse socialist, revolutionair en dichter. Pottier schreef veel strijdliederen, maar is vooral bekend geworden als de schrijver van de eerste versie van De Internationale, in juni 1871, vlak na het einde van de Commune. Jean-Baptiste Clément (1836-1903) was een Franse tekstschrijver, journalist, socialist en lid van de Parijse Commune. Hij is vooral bekend geworden door het lied Le temps des cerises (De kersentijd, 1866), dat direct geassocieerd is met de Parijse Commune. Het is een metafoor voor wat het leven zou zijn als een revolutie de sociale en economische condities zou hebben veranderd. Le temps des cerises werd door veel zangers vertolkt, onder wie de sopraan Mado Robin, Nana Mouskouri en Yves Montand. De Franse zanger Michel Fugain noemde Jean-Baptiste Clément in het lied Les Cerises op het album van Fugain et le Big Bazar uit 1972. 
Il y a cent ans commun commune
Comme un espoir mis en chantier
Ils se levaient pour la Commune
En écoutant chanter Pottier
Il y a cent ans commun commune
Comme une étoile au firmament
Ils faisaient vivre la Commune
En écoutant chanter Clément
Honderd jaar geleden schouder aan schouder
Als een ontluikende hoop
Stonden ze op voor de Parijse Commune
Terwijl ze luisterden naar de liederen van Pottier
Honderd jaar geleden schouder aan schouder
Als een ster aan het firmament
Lieten ze de Parijse Commune leven
Terwijl ze luisterden naar de liederen van Clément

## Het laatste couplet: wanhoop en verdriet
In het laatste couplet is de hoop omgeslagen in wanhoop en verdriet. In de laatste, bloedige week van 21 mei tot 28 mei 1871 vielen er veel slachtoffers onder de Franse Communard-strijders (6500 doden inclusief 1400 gefusilleerden). Gedurende de gehele strijd en tijdens de daaropvolgende massa-executies werden ongeveer 30.000 mensen gedood en rond de 40.000 gevangengenomen. Van het regeringsleger werden 900 soldaten gedood. Aan de voet van de “Mur des Fédérés” op de Parijse begraafplaats Père-Lachaise bevindt zich een massagraf (un charnier). Op deze locatie zochten op 27 mei 1871 de laatste strijders hun toevlucht. Letterlijk met hun rug tegen de muur werden hier 147 gefedereerden, de Communard-strijders, gefusilleerd door de troepen van Versailles op bevel van generaal Mac Mahon. De muur der gefedereerden is nu een symbool van de emancipatie en vrijheid van de arbeiders, maar bij uitbreiding ook het symbool van de Franse natie en vrijheid.
Il y a cent ans commun commune
Comme un espoir mis au charnier
Ils voyaient mourir la Commune
Ah ! Laissez-moi chanter Pottier
Il y a cent ans commun commune
Comme une étoile au firmament
Ils s'éteignaient pour la Commune
Ecoute bien chanter Clément
Honderd jaar geleden schouder aan schouder
Hoop die een massagraf werd
Ze zagen de Parijse Commune sterven
Ah! Laat me Pottier zingen
Honderd jaar geleden schouder aan schouder
Als een ster aan het firmament
Werden hun lichten gedoofd voor de Parijse Commune
Luister goed naar de liederen van Clément

## Qu’as tu fait des temps des cerises(Wat heb je gedaan met de kersentijd)
Jean Ferrat schreef het chanson Qu’as tu fait des temps des cerises in 1991 als een vervolg op La Commune met de bedoeling dat het deel uit zou maken van het album Dans la jungle ou le zoo die werd uitgebracht in november 1991, maar er was niet genoeg ruimte. Op 13 maart 2020, tien jaar na het overlijden van Jean Ferrat, werd dit chanson alsnog uitgebracht door Gérard Meys.

## Foto's uit de periode van de Parijse Commune 1871

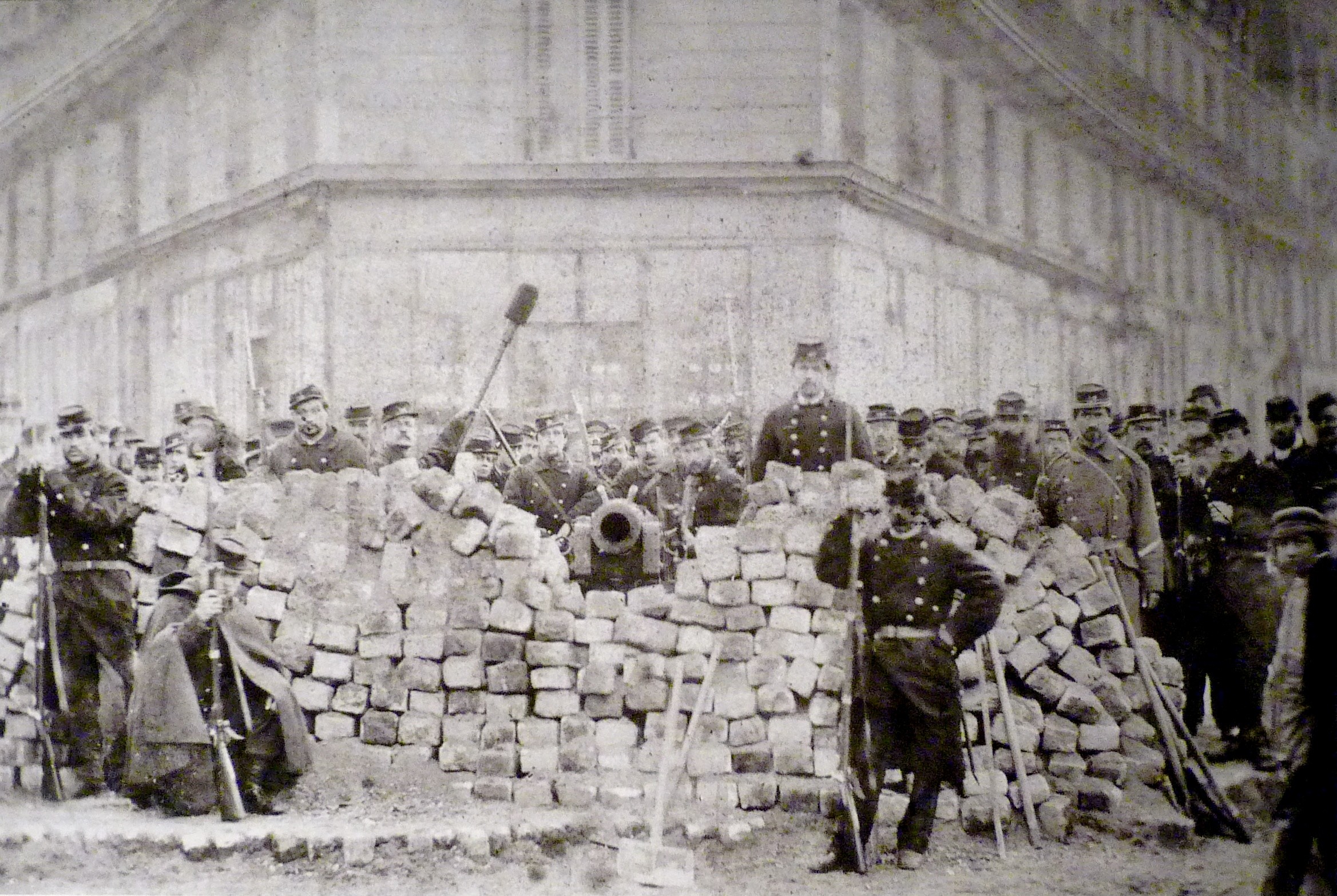
De barricade op de boulevard Voltaire
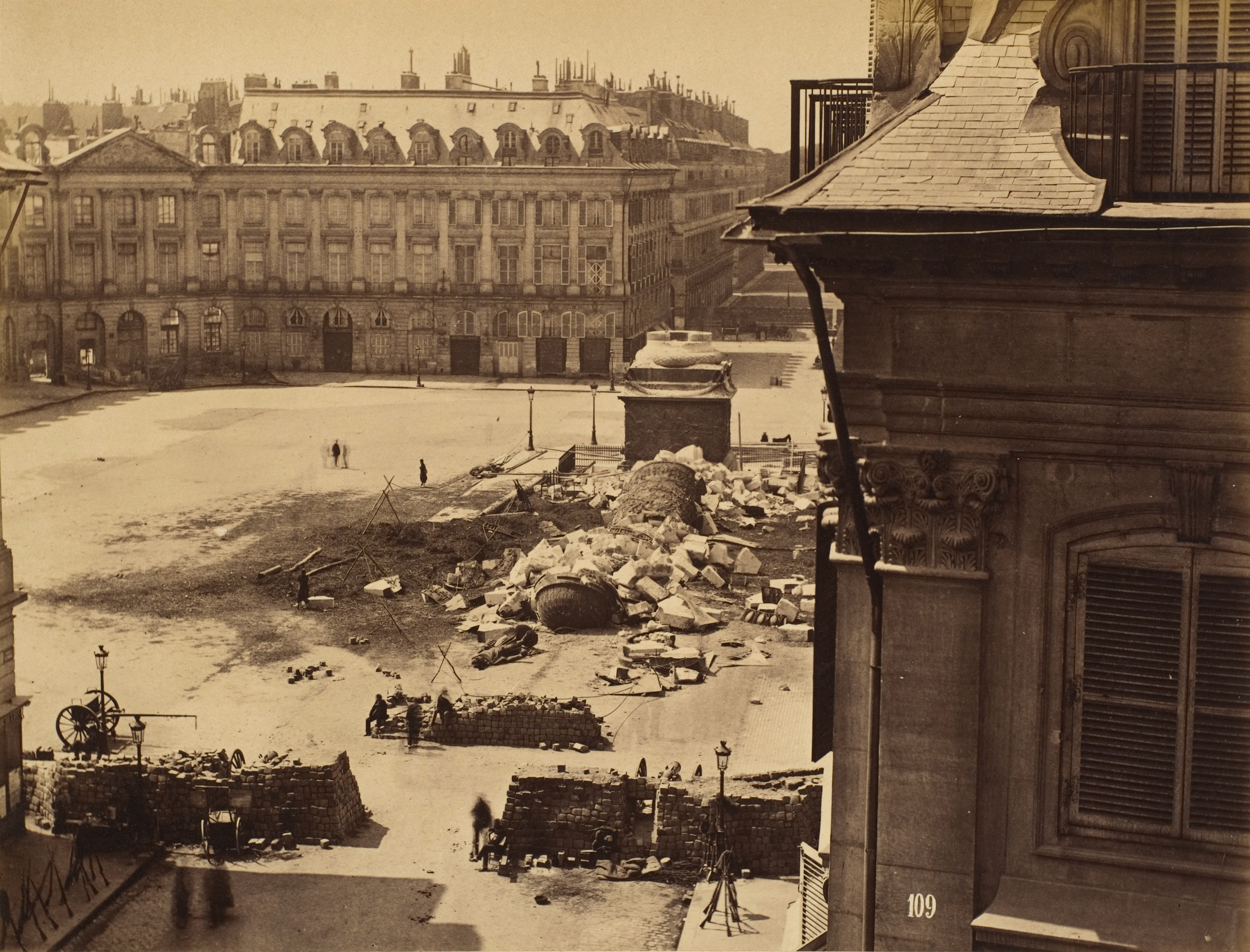
De gevallen colonne Vendôme (ook wel Austerlitz-zuil) door de Commune-strijders, Parijs, 1871.
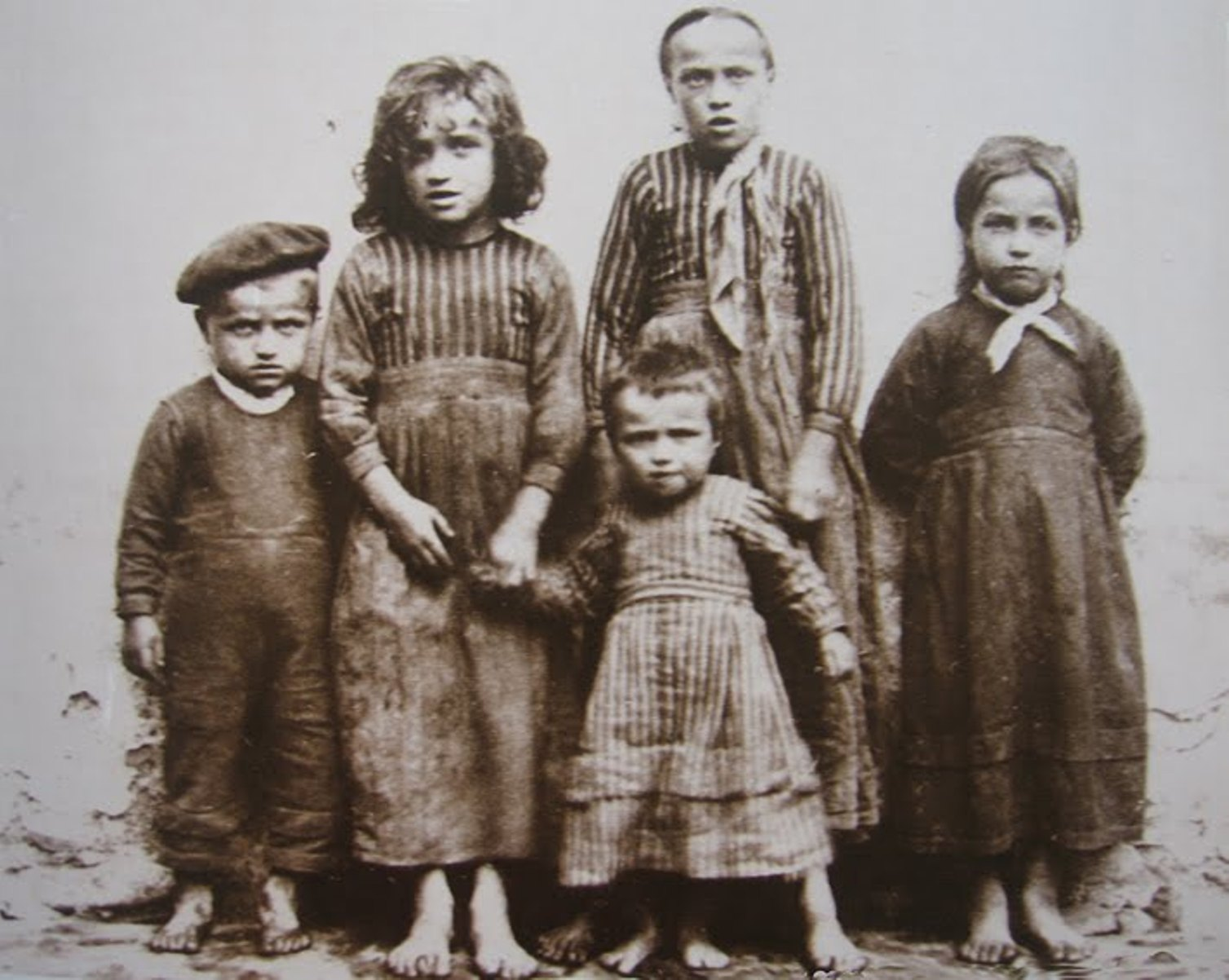
De armoede tijdens het Tweede Franse Keizerrijk (1852-1870).
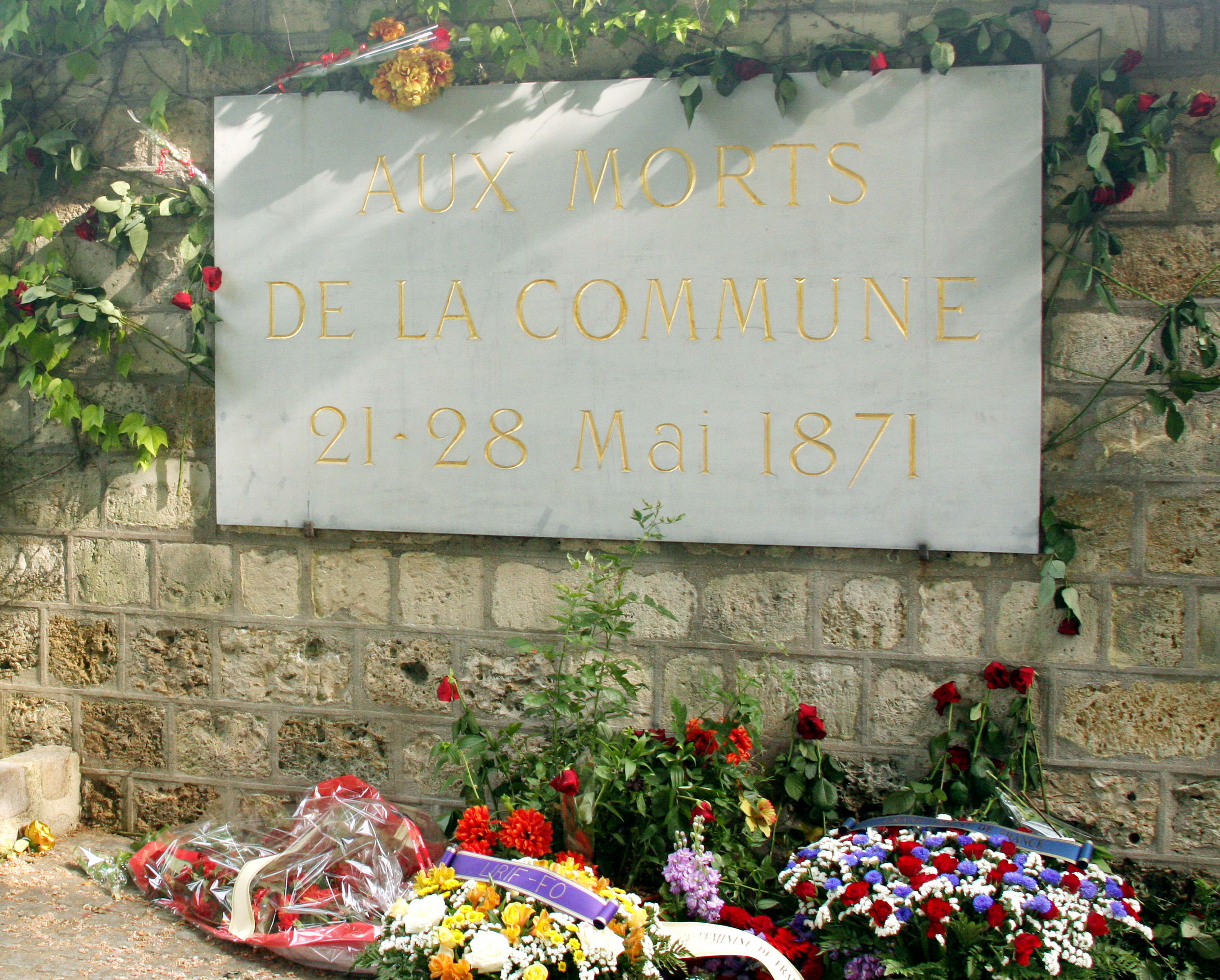
Gedenkteken op de muur der gefedereerden (de Communard-strijders) op de begraafplaats Père-Lachaise, Parijs, 2011.